# Congestionamento na Estrada Nacional da China 110
Conhecido como "gridlock"; o congestionamento em Hebei no ano de 2010 ocorreu na Estrada Nacional Chinesa G110 e  Pequim-Tibete G6 em Agosto de 2010, na Região Autônoma da Mongólia Interior na província de Hebei no sentido a Capital Pequim, é considerado o pior congestionamento da história tendo uma extensão máxima de 100 quilômetros e uma duração de 12 dias, de 14 de Agosto de 2010 a 26 de Agosto de 2010. Durante o congestionamento a média era de 3 quilômetros por dia. E água que custava um Yuan passou a custar 10 Yuans 

## Principal Causa
As causas são diversas mas a alta quantidade de caminhões que exportavam carvão da Mongólia Interior para Pequim e também os carros comuns que iam a Pequim pelas rodovias (A G110 e G6) que se encontravam em um pedágio ao final das rodovias. 

## Conclusão
O fim do congestionamento se deu no dia 26 de Agosto de 2010 registrando o congestionamento mais longo da história.